# Kirche von Undløse

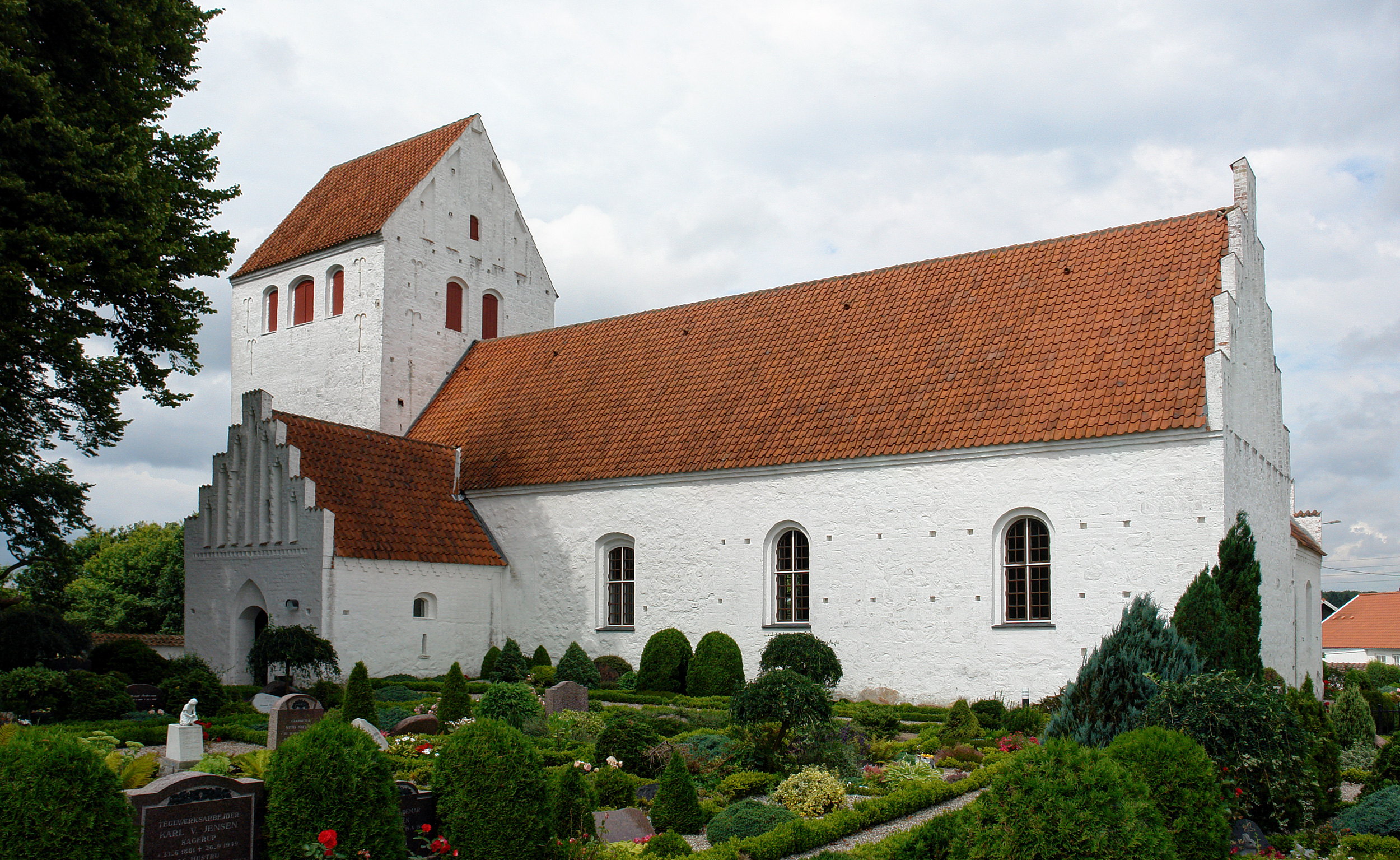
Kirche von Undløse

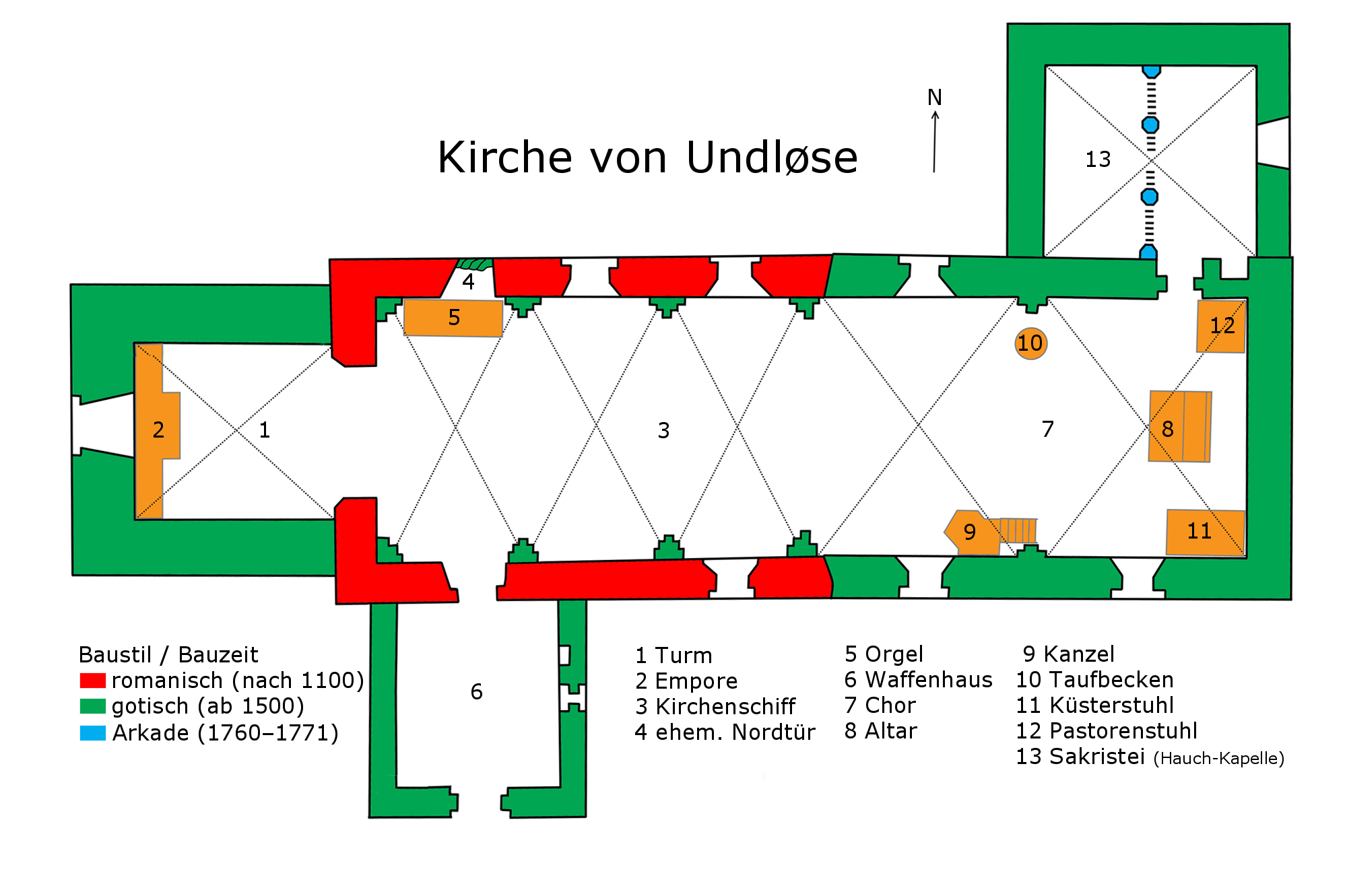
Grundriss romanische (rot) und gotische Zeit (grün)

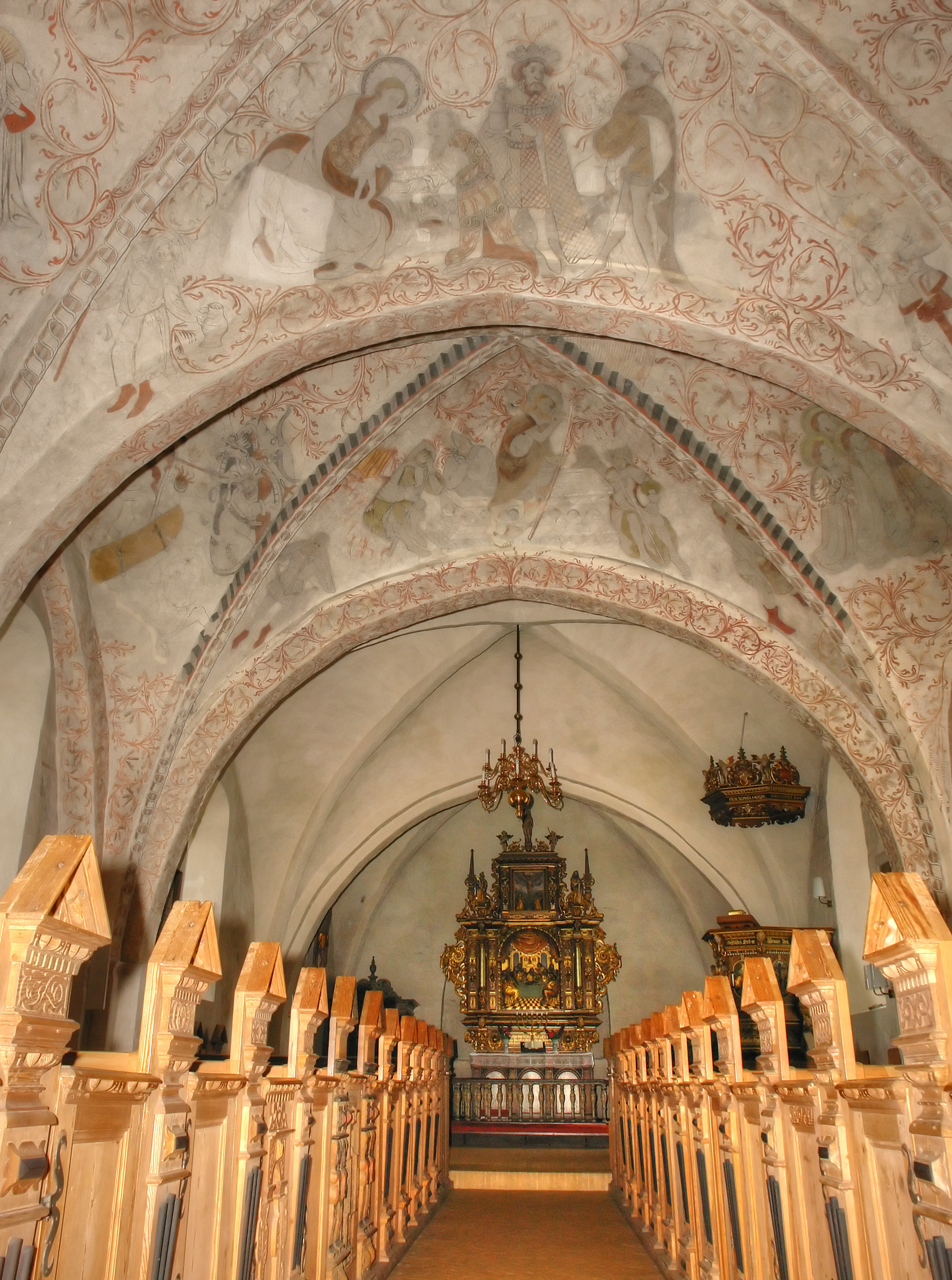
Langhaus mit Fresken

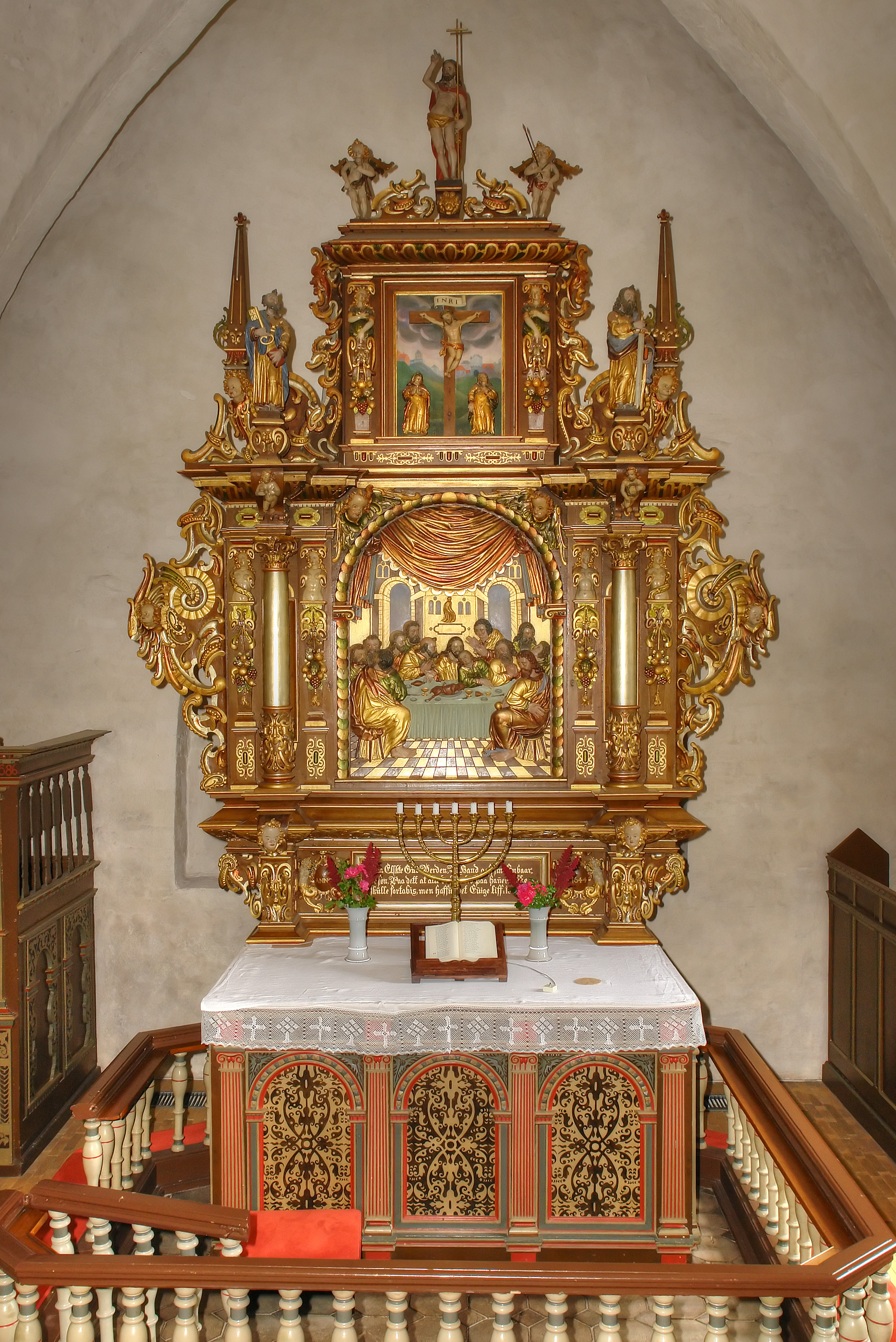
Altar von 1644 und Altartisch (um 1575–1600)

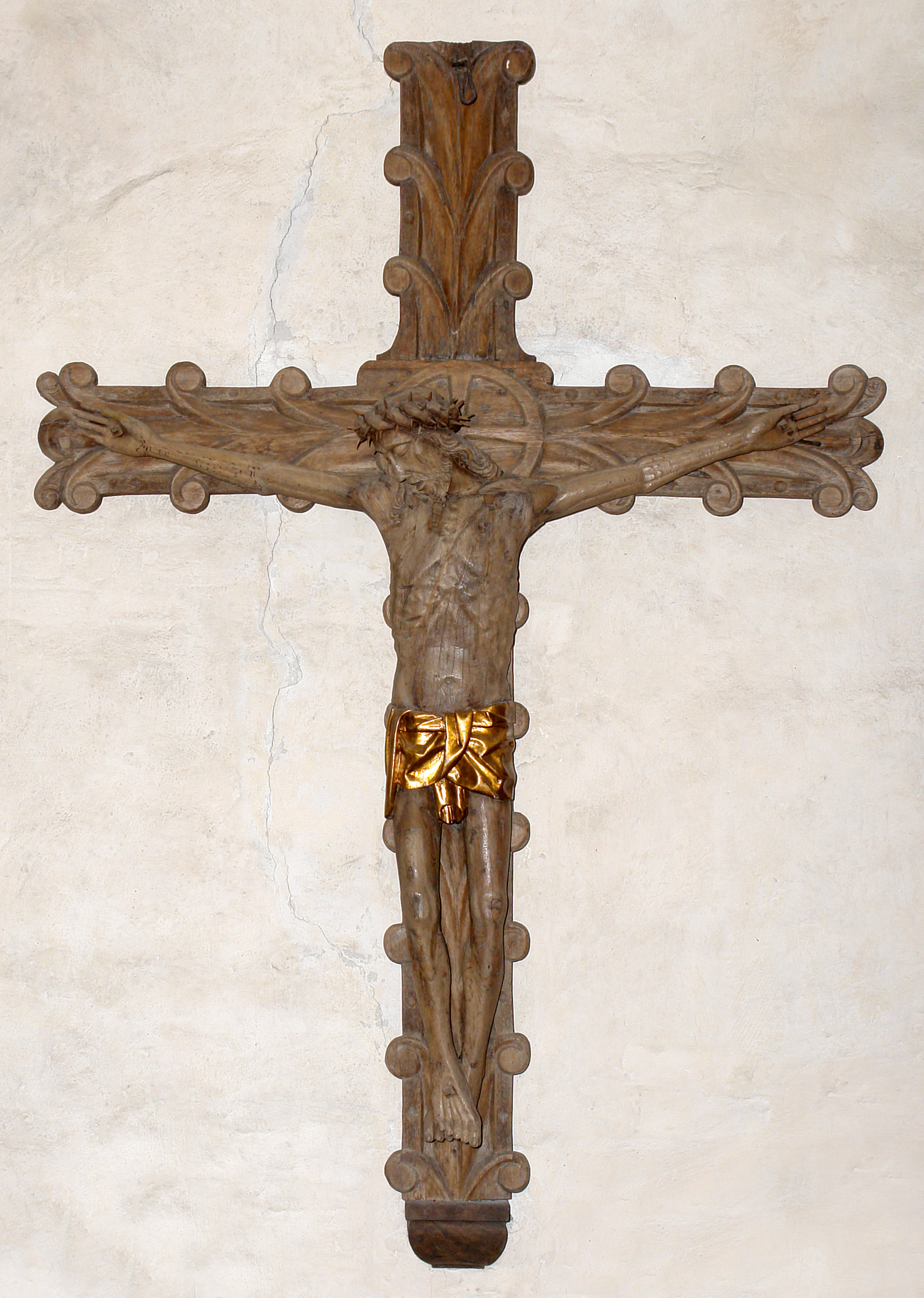
Triumphkreuz (14. Jh.) mit Christus-Figur (um 1450)

Die evangelisch-lutherische Kirche von Undløse (dänisch Undløse Kirke) steht im westlichen Teil der dänischen Insel Seeland (dänisch Sjælland). Sie gehört zum Kirchspiel Undløse Sogn 19 km südlich von Holbæk. Die Fresken aus dem 15. Jahrhundert stammen von dem auch als Unionsmeister bekannten Meister von Fogdö, der auch Undløse-Meister (dänisch Undløsemester) genannt wird.

## Geschichte und Baugeschichte
Mit dem Bau des Kirchenschiffs wurde zur Zeit Waldemar I. begonnen, wahrscheinlich im späten 12. Jahrhundert. Im westlichen, aus behauenen Feldsteinen gebauten romanischen Teil mit der Südtür und der zugemauerten „Frauentür“ auf der Nordseite sind noch Spuren der kleinen Bogenfenster zu erkennen. Der romanische Chor mit Apsis sind nicht erhalten.
1441 weihte der Bischof der Färöer eine Kapelle mit einem Altar für St. Olav. Die Lage der Kapelle ist unbekannt, es war vielleicht eine Erweiterung an der Nordseite des Chores, die später abgerissen wurde.
Der Turm und das Waffenhaus entstanden um 1500. Zwischen 1500 und 1525 wurde der romanische Chor mit der kleinen Apsis abgerissen und die Kirche durch einen gotischen Langhauschor verlängert. Etwa zur gleichen Zeit entstand an der Nordseite des Chores eine Sakristei. Der umfangreiche Ausbau ist vermutlich darauf zurückzuführen, dass die Laurentius gewidmete Kirche eine beliebte Wallfahrtskirche war.
Die Sakristei aus der jüngsten katholischen Zeit war auch Begräbnisstätte für die Priester der Kirche, bis dies 1741 vom Eigentümer des Gutes Kongsdal, dem seit der Reformation das Kirchenpatronat oblag, untersagt wurde. Zwischen 1760 und 1771 wurde der westliche Teil zur Nutzung als Gruft für die Gutsherren umgebaut und mit einer Arkade mit schmiedeeisernen Gittern vom Rest des Raumes getrennt. Dort stehen drei Sarkophage ehemaliger Eigentümer von Kongsdal: Catharina von Hauch, geb. von der Maase († 1786) und die ihres ersten und zweiten Ehemannes, Kammerherr A. H. von Staffeldt († 1759) und General Andreas von Hauch († 1782).

## Ausstattung
Von der alten, reichen Ausstattung ist vieles erhalten. Kirchengestühl oder deren Wangen aus verschiedenen Zeiten über fast 100 Jahre seit dem späten 16. Jahrhundert. Ein Küsterstuhl aus dem Jahre 1581 und ein Pastorenstuhl (ehemaliger Beichtstuhl) von 1603, der 1686 renoviert wurde. Unterhalb der Kanzel stehen einige Kirchenbänke mit Wappen, Initialen und Schnitzereien, die für das Patronat Kongsdal reserviert waren.
Ein Triumphkreuz aus der ersten Hälfte des 14. Jahrhunderts mit einer Christus-Figur aus der Zeit um 1450 hängt an der nördlichen Chorwand. Gegenüber der Kanzel steht auf einer kegelförmigen, auf dem Boden vermauerten Basis, ein romanisches Taufbecken aus grauem Granit.

### Epitaphien
Ein leeres (wohl gereinigtes) Epitaph aus Eiche von 1650 bis 1675 mit beschädigten Figuren befindet sich neben der Orgel-Empore an der Nordwand des Turmes. An der Westwand im Waffenhaus ist ein Marmorrelief von 1847 bis 1849 eingelassen, ein Denkmal für Hector Frederik Janson Estrup, Ritter des Dannebrogorden und Eigentümer von Kongsdal von 1835 bis 1846. Weitere Epitaphien befinden sich in der nicht zugänglichen Sakristei – der Hauch-Kapelle.

### Altar
Auf dem Altartisch von etwa 1575–1600 steht die Altartafel aus dem Jahre 1644 im frühen Knorpelstil, vermutlich aus der Werkstatt von Abel Schrøder in Næstved, restauriert 1937. Ein älteres Retabel, von dem weder Alter noch Aussehen bekannt sind, wurde 1644 bei einem Brand „wegen Fahrlässigkeit oder Fehlverhalten des Küsters mit den Altarkerzen“ zerstört. Vielleicht stammt die 143 cm hohe Figur der Maria mit Kind von ca. 1450–1500 an der Südwand des Schiffes von diesem Altar oder einem ehemaligen Seitenaltar.

### Kanzel

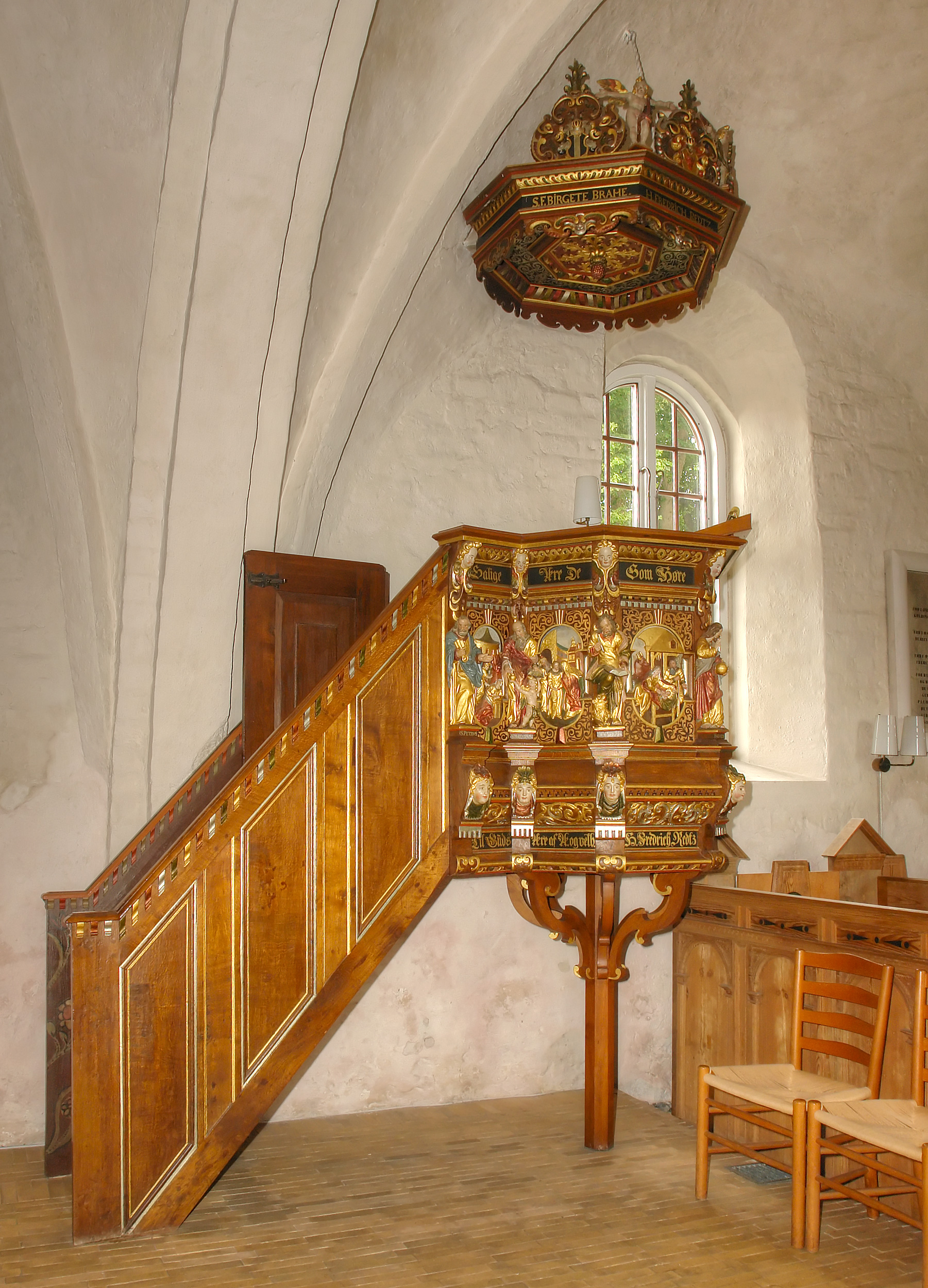
Kanzel von 1643

Die Kanzel von 1643 ist von Abel Schrøder dem Jüngeren aus Næstved geschnitzt und 1936 restauriert worden. In den Feldern befinden sich Bilder von der Kindheit Jesu, seiner Taufe, Kreuzigung und Auferstehung. Im Schalldeckel steht die Inschrift: S(alig) F(ru) Birgete Brahe. H(r) Fredrich Redtz. Frw Sophia Høgh. Anno domini. 1644. Frederik Reedtz und seine Ehefrauen Brigitte Brahe und Sophia Høgh waren Eigentümer von Gut Kongsdal. Frederik Reedtz (Redtz) wird auch auf anderen Inventarstücken als Spender genannt.

### Orgel und Empore
Die Orgel erwarb um 1852 der Kirchen-Eigentümer (Patronat Kongsdalen) Jacob Brønnum Scavenius Estrup. Es ist eine bedeutend ältere einfache Standard-Orgel mit pfeifenloser Front aus der Werkstatt von Frederick Hoffmann Ramus in Kopenhagen. Das Schleifwindladen-Instrument hat ein Manual mit vier Stimmen: Gedakt 8′, Gamba 8′, Flöte 4′ und Octave 2′. 1957 wurde in Verbindung mit der Restaurierung ein neues Windwerk eingebaut. Die Orgel steht im westlichen Teil des Langhauses vor der zugemauerten ehemaligen Frauentür an der Nordseite.
Am westlichen Ende des Langhauses stand bis 1852 eine Orgel-Empore von etwa 1650–75. Sie wurde während der Restaurierung 1956–57 ohne Rückseite und Zugang an die Westseite des Turmes gesetzt. Genannt werden auf den jeweils drei Seitenfeldern Pastoren und Lehrer aus der Zeit von 1537 bis 1722. Im Mittelfeld steht in lateinisch, dass „die drei Kapellen St. Laurentius, Olav und Anna unter dem Papsttum gebaut und unter der Führung der edlen Männer Herr Otto Krabbe und Herr Hans Bagger“ 1686 erneuert wurden.

## Kalkmalereien
Die Wandmalereien aus der Zeit um 1430–50 werden dem auch Unionsmeister oder Undløse-Meister genannten Meister von Fogdö zugeschrieben, dessen Fresken aus der Mitte des 15. Jahrhunderts auch im Turm der 90 km entfernten Kirche von Nødebo erhalten sind.
Dargestellt sind biblische Szenen zu christlichen Feiertagen und zur Legende des Schutzheiligen:
- Vision der heiligen Birgitta mit dem Jesuskind (Weihnachten)
- Anbetung der Könige (Dreikönigstag)
- Christi Niederfahrt in das Todesreich
- Auferstehung Jesu Christi (Ostersonntag)
- Christi Himmelfahrt
- Ausschüttung des Heiligen Geistes (Pfingsten)
- Laurentius’ Geburt und Kindheit nach der Legende (Wechselbalg)
- Martyrium des heiligen Laurentius

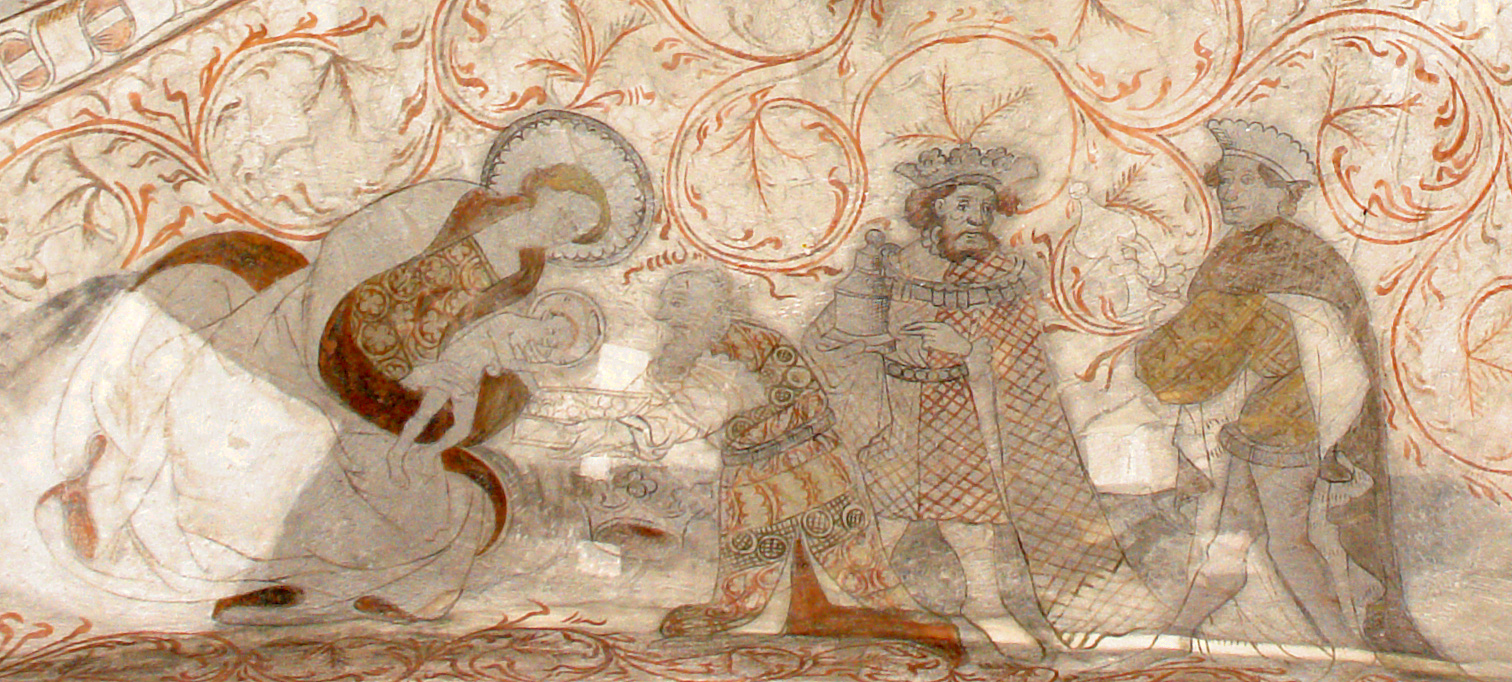
Anbetung der Heiligen Drei Könige
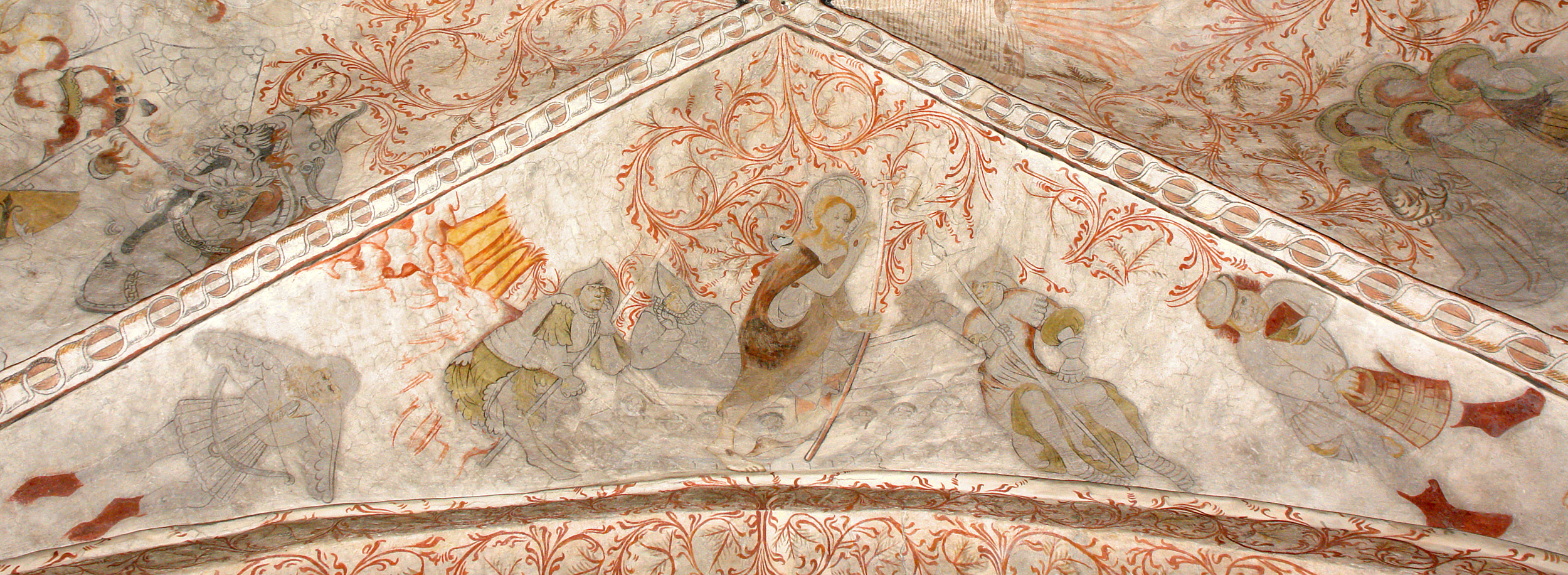
Christi Auferstehung
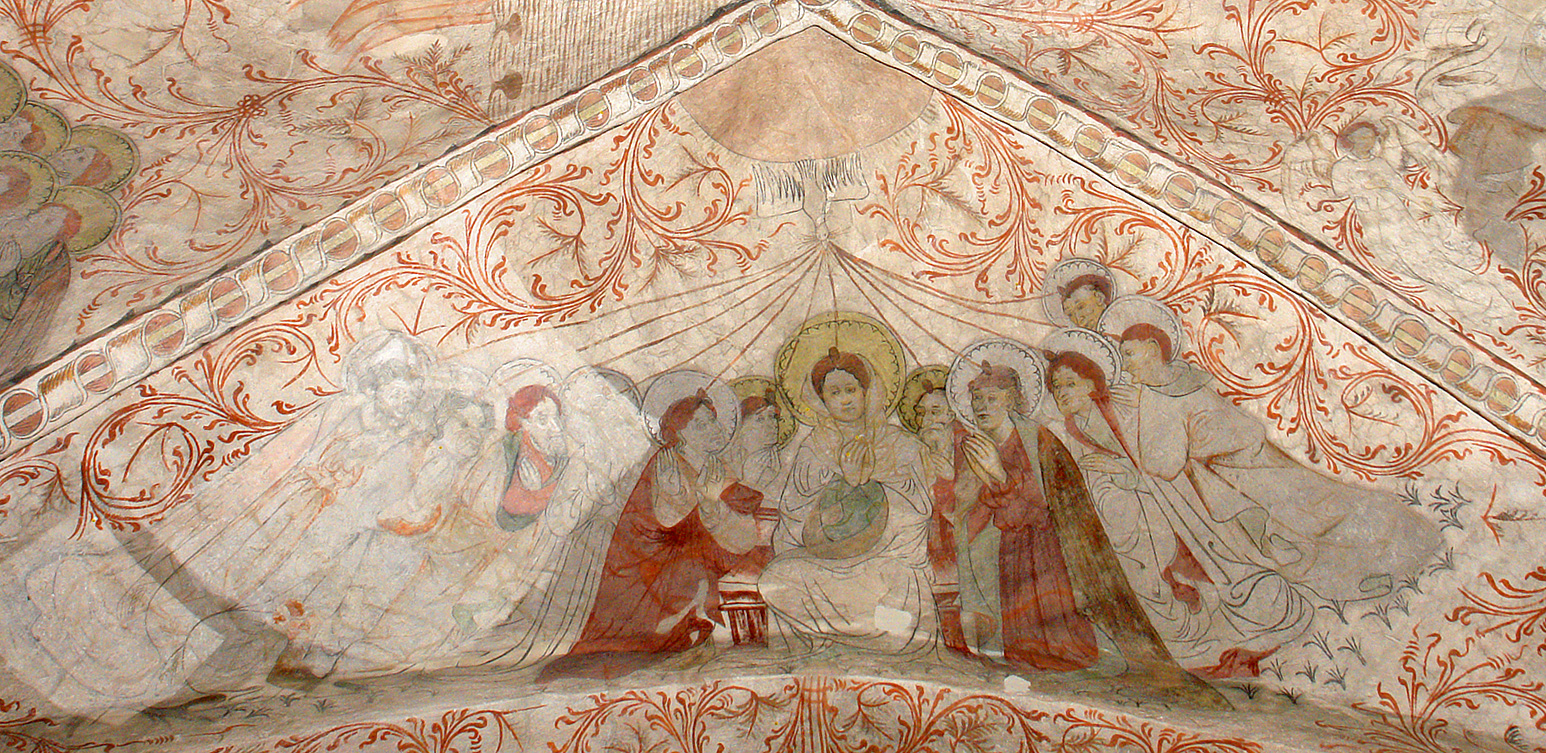
Ausschüttung des Heiligen Geistes
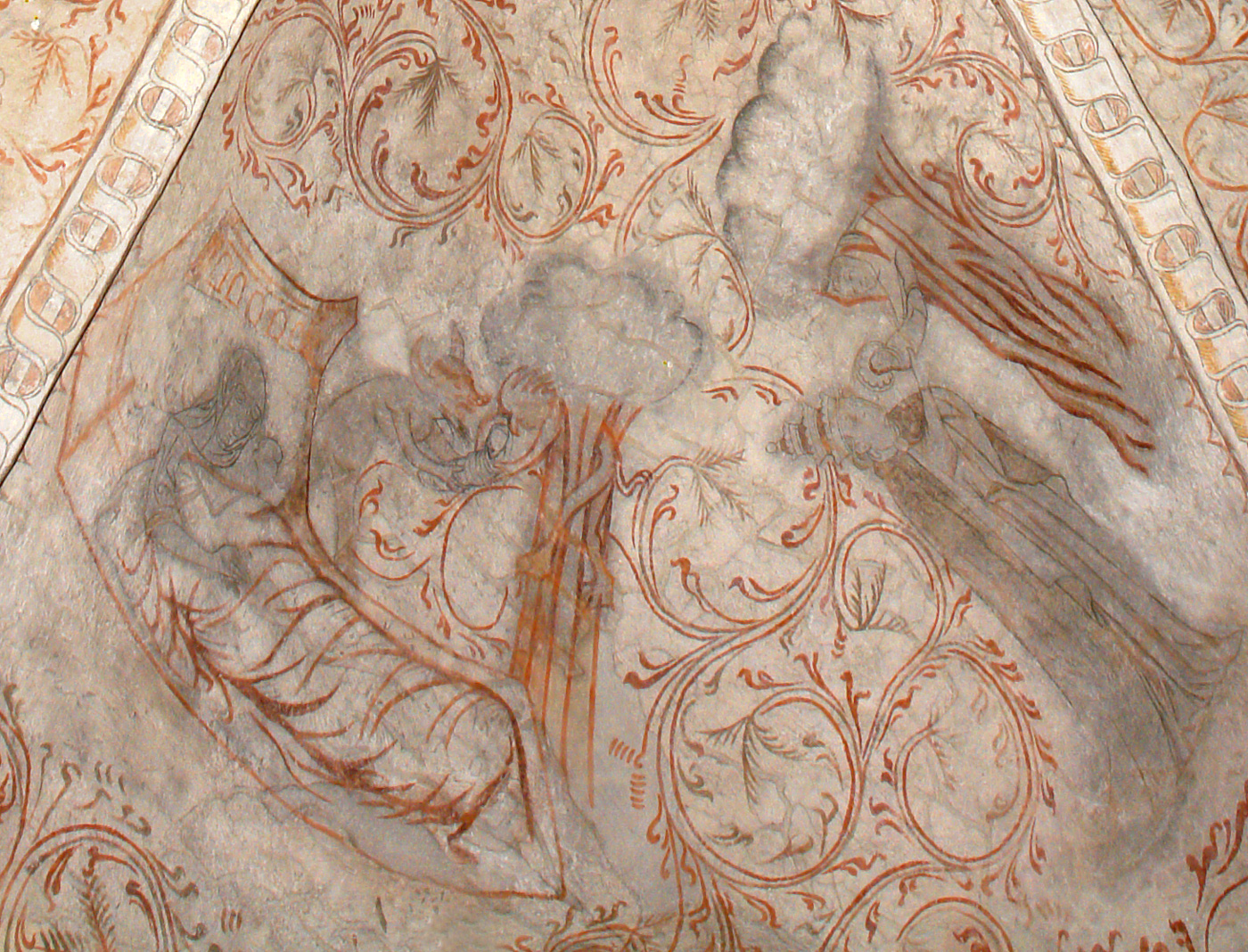
Teufel tauscht Baby gegen Wechselbalg
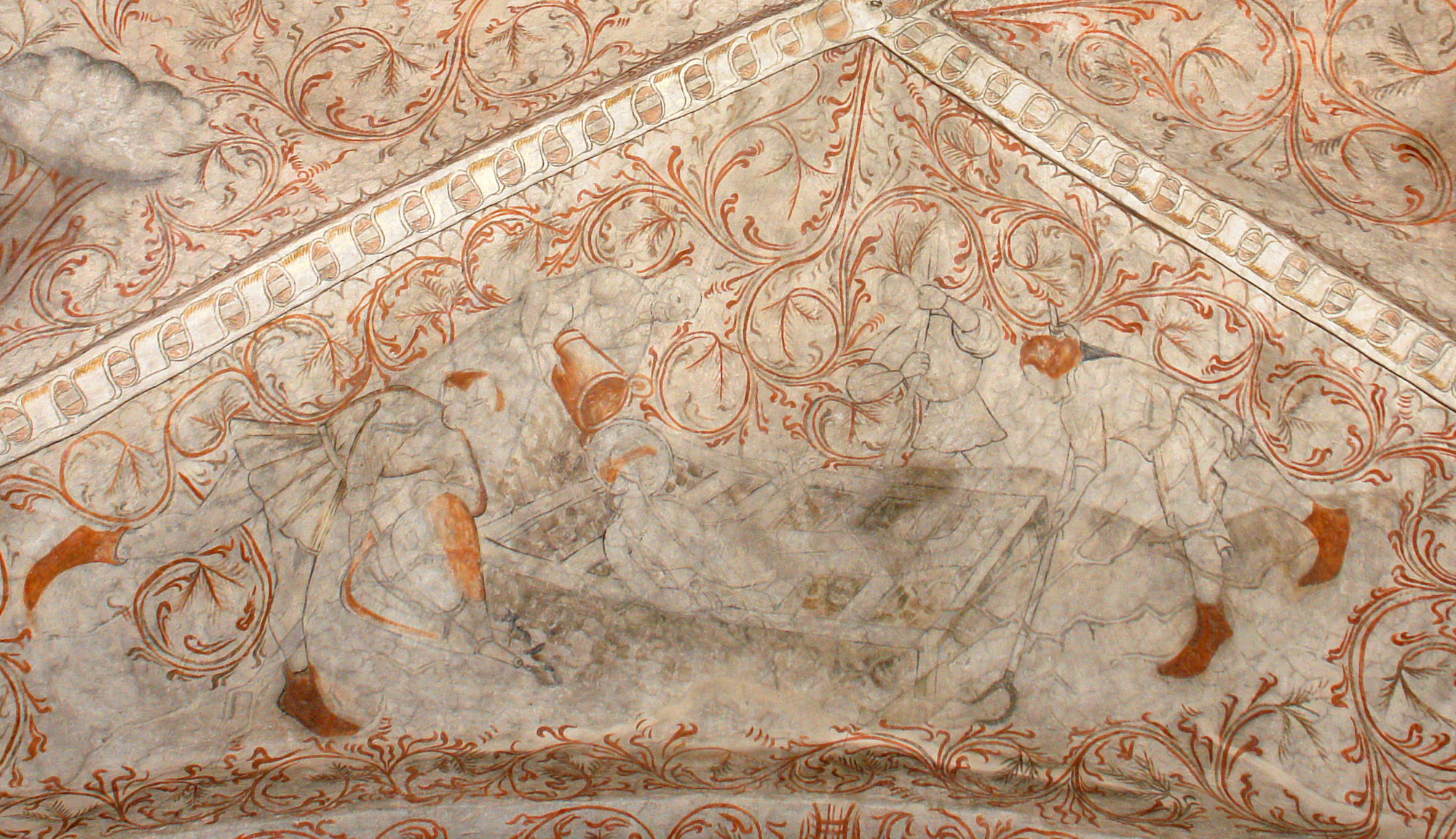
Martyrium des heiligen Laurentius

## Belege und Einzelnachweise
- Undløse Kirke. In: IV, bind 1 (1979), Side: 357 - 398. Nationalmuseet - Danmarks Kirker, abgerufen am 31. Oktober 2012.

1. ↑  Fr. H. Ramus typeorgel (Memento vom 13. Februar 2013 im Webarchiv archive.today)

Koordinaten: 55° 36′ 21,4″ N, 11° 34′ 56,4″ O